# .400 Whelen
O .400 Whelen é um cartucho de fogo central metálico que foi desenvolvido pelo Coronel Townsend Whelen enquanto ele comandava o Frankford Arsenal no início dos anos 1920. O cartucho se assemelha a ao do .30-06 Springfield com "pescoço" de calibre .40 para aceitar balas fabricadas para o .405 Winchester.

## Projeto
O coronel Whelen afirmou que a pequena porção restante do ombro angulado de 17 ° 30 ′ do .30-06 provavelmente causaria dificuldades de espaço livre potencialmente perigosas. A questão do "headspace" foi amplamente discutida. O chefe da oficina mecânica do Frankford Arsenal, James Howe, usou cartuchos cilíndricos disponíveis no processo de fabricação do arsenal para formar cartuchos com um ombro de 11,6 mm (0,458 polegadas) de diâmetro para caber na câmara de seus rifles. Os experimentadores tiveram menos sucesso formando cartuchos, alargando os "pescoços" de cartuchos .30-06 com ombros de 0,441 polegadas de diâmetro (11,2 mm) (ou menores), mas podiam formar o estojo do .400 Whelen alargando ainda mais o "pescoço" do .35 Whelen.

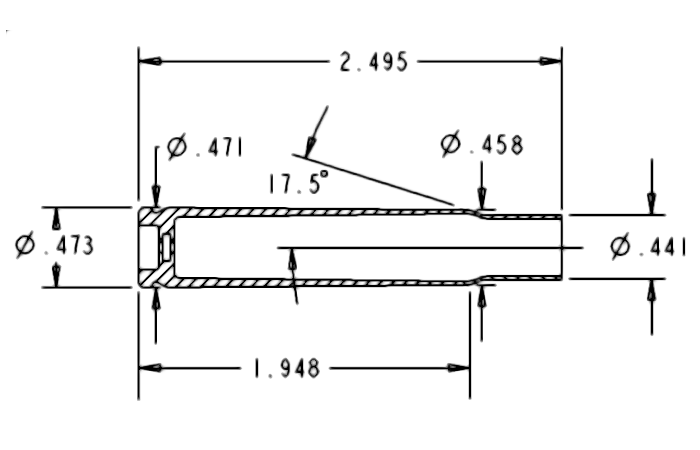
Diagrama esquemático do .400 Whelen.

A Quality Cartridge fabricou estojos de latão cilíndricos não formatados com "headstamp" para este cartucho.

## Performance
A Griffin & Howe produziu rifles personalizados para este cartucho; e usando o redimensionamento do "pescoço" com estojos cuidadosamente formados para a câmara em que os cartuchos carregados deveriam ser usados, esses rifles eram supostamente muito eficazes para matar Cervos, alces e ursos a distâncias de até 400 jardas (370 m).